# Oh, how I miss you tonight
Oh, how I miss you tonight is een popstandaard die in 1925 gepubliceerd werd door Benny Davis, Joe Burke en Mark Fisher.
Hetzelfde jaar verschenen er vier versies op een single die in de Amerikaanse Billboard Hot 100 terechtkwamen, namelijk van Ben Selvin, Lewis James, Irving Kaufman en het Benson Orchestra of Chicago. Daarna volgde in 1960 nog een hit van Jeanne Black. Jim Reeves probeerde het in 1960 tevergeefs en had meer succes met zijn herkansing in 1979 in een duo met Deborah Allen. De single kwam toen op nummer 6 van de Hot Country Songs terecht. In Nederland had het duo Benny Neyman & Toni Willé er een kleine hit mee in 1999.
Andere covers verschenen van onder meer Tony Martin (1949), Perry Como (1947), Doris Day (1951), Sammy Kaye (1952), The George Mitchell Choir (1955), Frank Petty (1956), Joe Pica (1956), Kay Starr (1958), Mills Brothers (1958), Glenda Collins (1960), Nat King Cole (1962), Frank Sinatra (1962) Bobby Vinton (1965) en Tiny Tim (1968).

## Amerikaanse hitnoteringen
| Artiest                     | jaar | pieknotering | hitlijst          |
| --------------------------- | ---- | ------------ | ----------------- |
| Ben Selvin                  | 1925 | 1            | Billboard Hot 100 |
| Benson Orchestra of Chicago | 1925 | 6            | Billboard Hot 100 |
| Lewis James                 | 1925 | 7            | Billboard Hot 100 |
| Irving Kaufman              | 1925 | 11           | Billboard Hot 100 |
| Jeanne Black                | 1960 | 63           | Billboard Hot 100 |
| Jim Reeves & Deborah Allen  | 1979 | 6            | Hot Country Songs |

## Benny Neyman & Toni Willé
In 1999 brachten Benny Neyman en Toni Willé Oh, how I miss you tonight uit op een cd-single. Daarnaast verscheen het op zijn album Puur Neyman (1999) en op hun gezamenlijke album American duets (2001). Op nummer 2 van de cd-single staat een instrumentale versie. De single werd geproduceerd door de Belg Francis Goya en het arrangement werd geschreven door de Fransman Jean-Luc Drion.

### Hitnoteringen
Nederlandse Mega Top 100
| Hitnotering: 25-12-1999 t/m 29-01-2000 | Hitnotering: 25-12-1999 t/m 29-01-2000 | Hitnotering: 25-12-1999 t/m 29-01-2000 | Hitnotering: 25-12-1999 t/m 29-01-2000 | Hitnotering: 25-12-1999 t/m 29-01-2000 | Hitnotering: 25-12-1999 t/m 29-01-2000 | Hitnotering: 25-12-1999 t/m 29-01-2000 |
| Week:                                  | 1                                      | 2                                      | 3                                      | 4                                      | 5                                      |                                        |
| -------------------------------------- | -------------------------------------- | -------------------------------------- | -------------------------------------- | -------------------------------------- | -------------------------------------- | -------------------------------------- |
| Positie:                               | 68                                     | 49                                     | 51                                     | 56                                     | 68                                     | uit                                    |